# کسوف (فیلم ۱۹۶۲)
کسوف (به ایتالیایی: L'eclisse) فیلمی ایتالیایی در سبک درام محصول ۱۹۶۲ به کارگردانی میکل‌آنجلو آنتونیونی و با بازی آلن دلون و مونیکا ویتی است. کسوف در رم و ورونا فیلمبرداری شده‌است. داستان فیلم دربارهٔ دختر جوانی است که رابطه خود را با معشوق قبلی خود به هم می‌زند و وارد رابطه با دلال بورسی می‌شود که طبیعت ماتریالیستی دلال باعث تحلیل رفتن رابطه این دو نفر می‌گردد. این فیلم آخرین فیلم از سه‌گانه آنتونیونی بعد از ماجرا (۱۹۶۰) و شب (۱۹۶۱) به‌شمار می‌رود. مارتین اسکورسیزی در مستند سفر من به ایتالیا کسوف را بارزترین فیلم از سه‌گانه آنتونیونی معرفی می‌کند. فیلم موفق شد در فستیوال فیلم کن سال ۱۹۶۲ جایزه ویژه هیئت داوران را به‌دست آورد.

## بازیگران
- آلن دلون در نقش پییِرو
- مونیکا ویتی در نقش ویتوریا
- فرانسیسکو رابال در نقش ریکاردو
- لوئی سنیه در نقش ارکولی
- لی‌لا برینیونه در نقش مادر ویتوریا
- روسانا روری در نقش آنیتا
- میرلا ریچاردی در نقش مارتا[۴]